# Saint-Jean-sur-Vilaine
 Saint-Jean-sur-Vilaine  es una población y comuna francesa, situada en la región de Bretaña, departamento de Ille y Vilaine, en el distrito de Rennes y cantón de Châteaubourg.

## Demografía
| 554 | 506 | 509 | 601 | 675 | 873 |
| Para los censos de 1962 a 1999 la población legal corresponde a la población sin duplicidades (Fuente: INSEE [Consultar]) |     |     |     |     |     |